# Nayif al-Qadi
Nayif al-Qadi (arabisch نايف القاضي, DMG Nāyif al-Qāḍī, nach englischer Umschrift häufig Naif Al-Kadhi; * 3. April 1979) ist ein ehemaliger saudi-arabischer Fußballspieler auf der Position eines Verteidigers.

## Karriere
Al-Qadi spielte zunächst bis 2006 bei al-Ahli aus Dschidda. Sein größter Erfolg mit dem Verein war neben dem Sieg im Golf-Vereinspokal 2002 der Gewinn des nationalen Crown Prince Cups 2002 sowie das Meisterschaftsfinale 2003, das man nur knapp gegen al-Ittihad verlor. Im Jahr 2006 wechselte al-Qadi zum al-Rayyan SC nach Katar. Ein Jahr später kehrte er nach Saudi-Arabien zurück und schloss sich al-Shabab an. Dort gewann er 2009 und 2014 den King Cup und 2012 die Meisterschaft, bevor er 2014 seine Laufbahn beendete.
Al-Qadi spielte von 2003 bis 2009 in 40 Spielen für die saudi-arabische Fußballnationalmannschaft, wobei er insbesondere bis 2006 regelmäßig auf dem Platz stand. Er kam bei drei Ausgaben des Golfpokals zum Einsatz und gewann diesen Wettbewerb mit Saudi-Arabien im Jahr 2003. Auch an der Asienmeisterschaft 2004 in China, den Westasienspielen 2005 in Katar und den Panarabischen Spielen 2007 in Kairo nahm al-Qadi teil, wobei er bei Letzteren die Bronzemedaille gewann. 2006 stand er im Aufgebot Saudi-Arabiens bei der Weltmeisterschaft in Deutschland, kam jedoch als Ersatzspieler nicht zum Einsatz.

## Nach der Karriere
Al-Qadi war nach seiner aktiven Karriere als Direktor der saudi-arabischen Olympiamannschaft tätig, die sich unter seiner Führung für die Olympischen Spiele 2020 qualifizieren konnte, was davor zuletzt 1996 gelang.

## Titel / Erfolge

### Verein
- Golf-Vereinspokal: 2002
- Saudi-arabischer Meister: 2012
- Saudi Crown Prince Cup: 2002
- King Cup: 2009, 2014

### Nationalmannschaft
- Golfpokal: 2003
- Bronzemedaille bei den Panarabischen Spielen: 2007